# Simulium mariavulcanoae
Simulium mariavulcanoae är en tvåvingeart som beskrevs av Coscaron och Peter Wolfgang Wygodzinsky 1984. Simulium mariavulcanoae ingår i släktet Simulium och familjen knott. Inga underarter finns listade i Catalogue of Life.